# スーザン・ダウニー
スーザン・ダウニー（Susan Downey, 1973年11月6日 - ）は、アメリカ合衆国の映画プロデューサー。旧姓はレヴィン（Levin）。2009年2月までシルバー・ピクチャーズの副社長を務めていた。夫は俳優のロバート・ダウニー・Jr。

## 経歴
イリノイ州シャンバーグで育ち、1991年にシャインバーグ高校を卒業する。映画製作の仕事に関心があったため、カリフォルニア州に移り、南カリフォルニア大学の映画・テレビ学部を卒業した。1995年に『モータル・コンバット』の製作に携わることでキャリアをスタートさせた。1999年にシルバー・ピクチャーズに入社し、2002年に『ゴーストシップ』でプロデューサーとしてデビューする。

## フィルモグラフィ
- ゴーストシップ Ghost Ship (2002) - 共同製作
- ブラック・ダイヤモンド Cradle 2 The Grave (2003) - 共同製作
- ゴシカ Gothika (2003) - 製作
- 蝋人形の館 House of Wax (2005) - 製作
- キスキス,バンバン Kiss Kiss Bang Bang (2005) - 製作総指揮
- ブレイブ ワン The Brave One (2007) - 製作
- インベージョン The Invasion (2007) - 製作総指揮
- リーピング The Reaping (2007) - 製作
- ロックンローラ RocknRolla - 製作
- エスター Orphan (2009) - 製作
- ホワイトアウト Whiteout (2009) - 製作
- シャーロック・ホームズ Sherlock Holmes (2009) - 製作
- ザ・ウォーカー The Book of Eli (2010) - 製作総指揮
- アイアンマン2 Iron Man 2 (2010) - 製作総指揮
- デュー・デート 〜出産まであと5日!史上最悪のアメリカ横断〜 Due Date (2010) - 製作総指揮
- アンノウン Unknown (2011) - 製作総指揮
- コレクター The Factory (2011) - 製作
- シャーロック・ホームズ シャドウ ゲーム Sherlock Holmes: A Game of Shadows (2011) - 製作